# Бари Сток
Бари Сток (на английски: Barry Stock) е канадски музикант, китарист на канадската рок група Three Days Grace.
Той е роден в Норууд, Онтарио, Канада на 24 април 1974, което го прави най-възрастният в член на групата. Сключва брак през 2006 година с Хедър. Има брат на име Кристофър. Присъединява се към Three Days Grace през 2003, малко след излизането на първия студиен албум на групата.
Бари използва китари Schecter и Ibanez, най-вече използва Ibanez SZ320. Също така използва и Ibanez SZ4020FM Prestige. Използва Marshall Amplifiction и различни педали за ефекти, предимно от Digitech. В DVD-то Live at the Palace разкрива, че използва Disel Vh4 Amplifiers.